# Liga Drepturilor și Datorilor Femeilor
Liga Drepturilor și Datoriilor Femeilor (Ligue pour les droits et devoirs des femmes) était une organisation roumaine pour les droits des femmes, fondée en 1911. C'était la première organisation pour le droit de vote des femmes en Roumanie.
Elle a été fondée par Eugenia de Reuss Ianculescu. Son origine se trouve dans la Liga Femeilor Române. Initialement nommée Asociația Drepturile Femeii, elle a changé de nom en 1913 en Liga Drepturilor și Datoriilor Femeilor. Alors que les premières organisations de défense des droits des femmes avaient travaillé pour le suffrage des femmes, c'était la première organisation à se concentrer sur le suffrage des femmes. C'était l'une des trois principales organisations de défense des droits des femmes en Roumanie, aux côtés de la Liga Femeilor Române et de la Societatea Ortodoxă Națională a Femeilor Române. Elle était membre de l'Alliance internationale des femmes.

## Sources et références
1. ↑  de Haan, Francisca; Daskalova, Krassimira; Loutfi, Anna (eds.). Biographical dictionary of women's movements and feminisms in Central, Eastern, and South Eastern Europe: 19th and 20th centuries. Budapest, Hungary: Central European University Press.  (ISBN 978-9-637-32639-4)